# Taranis columbella
Taranis columbella é uma espécie de gastrópode do gênero Taranis, pertencente a família Raphitomidae.